# M-line club
M-line club（エムライン クラブ）は、ハロー!プロジェクトを卒業したアップフロントグループ所属タレントの公式ファンクラブ。運営会社はアップフロントクリエイト。

## 概要
「M-line club」という名称には、music（音楽）、mind（気持ち） 、memory（思い出）、material（素材・自分自身） 、message（伝えたいこと）、might（全力） 、movement（動向）といったたくさんの「M」を「線」でつなげ、大切なmate（仲間）とmake（創る）という意味が込められている。仮称は「モーニング娘。OG」だった。
入会すると、夏季と冬季の年2回発行される会報誌が送付され、会員特典としてライブや舞台のチケット先行受付、ファンクラブ会員限定イベント・旅行への参加、ファンクラブ会員限定オリジナルグッズの通信販売、番組観覧・試写会への招待、ファンクラブ会員限定ウェブサイト（各メンバーの動画や日記、質問コーナー）の閲覧などのサービスが受けられる。

## 略歴
2009年4月設立。当初の運営会社はハロー!プロジェクトオフィシャルファンクラブと同様に株式会社アップフロントインターナショナルだった。
設立当初のメンバーは、2009年3月までハロー!プロジェクトのエルダークラブに所属していたモーニング娘。OGの11人（中澤裕子、飯田圭織、安倍なつみ、保田圭、矢口真里、石川梨華、吉澤ひとみ、辻希美、紺野あさ美、小川麻琴、藤本美貴）と音楽ガッタスの8人（吉澤ひとみ、石川梨華、紺野あさ美、里田まい、是永美記、能登有沙、仙石みなみ、澤田由梨）を合わせた16人で構成された（石川梨華、吉澤ひとみ、紺野あさ美の3人はいずれにも重複して所属。紺野あさ美の名前は公式サイトの「グループリスト」にはなく、音楽ガッタスのメンバーとしてのみ記載）。
2009年8月30日、澤田由梨が音楽ガッタスを卒業し、15人となる。
2010年4月1日、モーニング娘。OGの11人での運営となる。
2010年7月1日、久住小春の加入が発表された。
2011年1月28日、ドリームモーニング娘。の結成が発表された。
2011年10月3日、高橋愛の加入が発表された。
2012年5月21日、新垣里沙の加入が発表された。
2012年11月30日、真野恵里菜、田中れいなの加入が発表された。
2013年5月22日、田中れいなを含むLoVendoЯの加入が発表された。
2013年9月17日、運営会社が株式会社アップフロントインターナショナルから株式会社アップフロントクリエイトへ移行。
2015年4月30日、須藤茉麻、熊井友理奈の加入が発表された。
2016年5月20日、夏焼雅 新グループ（後のPINK CRES.）の加入が発表された。
2016年12月26日、道重さゆみの加入が発表された。
2017年7月10日、矢島舞美、中島早貴、鈴木愛理、岡井千聖の加入が発表された。
2017年8月24日、清水佐紀の加入が発表された。
2017年12月8日、工藤遥の加入が発表された。
2018年12月17日、飯窪春菜の加入が発表された。
2019年7月10日、宮崎由加の加入が発表された。
2019年10月1日、勝田里奈の加入が発表された。
2020年12月11日、宮本佳林の加入が発表された。
2021年6月1日、小片リサの加入が発表された。
2021年6月18日、M-line clubメンバーを中心とした音楽活動に関する情報を発信する『M-line Music』の立ち上げを発表、また、M-line MusicのTwitterアカウントとYouTubeチャンネルを開設。同月20日、M-line Musicのオフィシャルサイトを開設。
2022年4月15日、佐藤優樹の加入が発表された。
2022年4月21日、小関舞の加入が発表された。
2022年10月18日、稲場愛香の加入が発表された。
2023年6月12日、浅倉樹々の加入が発表された。
2023年7月14日、竹内朱莉の加入が発表された。
2024年1月9日、山岸理子の加入が発表された。
2024年6月1日、森戸知沙希の加入が発表された。
2024年6月6日、M-line Musicアーティストがリリースした全楽曲を翌7日より各サブスクリプション型（定額制）音楽ストリーミングサービスで配信開始することを発表。対象アーティストは、道重さゆみ、鈴木愛理、宮本佳林、小片リサ、佐藤優樹、稲場愛香、小関舞、Bitter & Sweet、高橋愛・田中れいな・夏焼雅、田中れいな×佐藤優樹、佐藤優樹×宮本佳林、宮本佳林・小片リサ・佐藤優樹、SIOOM (from M-line Music)。同年9月6日、LoVendoЯおよびPINK CRES.がリリースした楽曲も配信開始。
2024年9月17日、譜久村聖の加入が発表された。
2024年11月6日、「M-line clubオフィシャルファンクラブWebサイト」がリニューアル。
2024年11月11日、植村あかりの加入が発表された。
2024年12月20日、石田亜佑美の加入が発表された。
2025年1月9日、M-line Musicアーティストの音楽活動に関する情報を扱うLINE公式アカウントを開設。対象アーティストは、高橋愛、道重さゆみ、田中れいな、夏焼雅、鈴木愛理、竹内朱莉、佐藤優樹、宮本佳林、稲場愛香、森戸知沙希、小関舞、Bitter & Sweet、太陽とシスコムーン、メロン記念日。
2025年2月6日、佐々木莉佳子の加入が発表された。

## メンバー
M-line club オフィシャルファンクラブページの掲載順は、ハロー!プロジェクト時代の加入順に準じているため、M-line clubの加入順とはならない。
| 名前                           | (元)所属グループ                    | 生年月日 （現年齢）    | 血液型 | 出身地   | 加入日         | HP掲載順 | 所属事務所 |
| ------------------------------ | ----------------------------------- | ---------------------- | ------ | -------- | -------------- | -------- | ---------- |
| 中澤裕子 （なかざわ ゆうこ）   | モーニング娘。                      | 1973年6月19日（52歳）  | O型    | 京都府   | 2009年04月01日 | 1        | UFC        |
| 飯田圭織 （いいだ かおり）     | モーニング娘。                      | 1981年8月8日（44歳）   | A型    | 北海道   | 2009年04月01日 | 2        | UFC        |
| 保田圭 （やすだ けい）         | モーニング娘。                      | 1980年12月6日（44歳）  | A型    | 千葉県   | 2009年04月01日 | 3        | UFC        |
| 矢口真里 （やぐち まり）       | モーニング娘。                      | 1983年1月20日（42歳）  | A型    | 神奈川県 | 2009年04月01日 | 4        | UFC        |
| 石川梨華 （いしかわ りか）     | モーニング娘。                      | 1985年1月19日（37歳）  | A型    | 神奈川県 | 2009年04月01日 | 5        | UFC        |
| 辻希美 （つじ のぞみ）         | モーニング娘。                      | 1987年6月17日（38歳）  | O型    | 東京都   | 2009年04月01日 | 6        | YU-M/UFC   |
| 高橋愛 （たかはし あい）       | モーニング娘。                      | 1986年9月14日（38歳）  | A型    | 福井県   | 2011年10月03日 | 7        | UFC        |
| 田中れいな （たなか れいな）   | モーニング娘。                      | 1989年11月11日（35歳） | A型    | 福岡県   | 2013年06月01日 | 9        | UFC        |
| 須藤茉麻 （すどう まあさ）     | Berryz工房                          | 1992年7月3日（33歳）   | O型    | 東京都   | 2015年05月01日 | 10       | UFC        |
| 夏焼雅 （なつやき みやび）     | Berryz工房                          | 1992年8月25日（32歳）  | O型    | 東京都   | 2015年05月01日 | 11       | UFC        |
| 熊井友理奈 （くまい ゆりな）   | Berryz工房                          | 1993年8月3日（32歳）   | B型    | 神奈川県 | 2015年05月01日 | 12       | UFC        |
| 矢島舞美 （やじま まいみ）     | ℃-ute                               | 1992年2月7日（33歳）   | O型    | 埼玉県   | 2017年07月10日 | 13       | UFC        |
| 中島早貴 （なかじま さき）     | ℃-ute                               | 1994年2月5日（31歳）   | O型    | 埼玉県   | 2017年07月10日 | 14       | UFC        |
| 鈴木愛理 （すずき あいり）     | ℃-ute                               | 1994年4月12日（31歳）  | B型    | 千葉県   | 2017年07月10日 | 15       | UFC        |
| 飯窪春菜 （いいくぼ はるな）   | モーニング娘。                      | 1994年11月7日（30歳）  | O型    | 東京都   | 2018年12月17日 | 19       | JP/UFC     |
| 宮崎由加 （みやざき ゆか）     | Juice=Juice                         | 1994年4月2日（31歳）   | O型    | 石川県   | 2019年07月10日 | 22       | JPR        |
| 勝田里奈 （かつた りな）       | アンジュルム                        | 1998年4月6日（27歳）   | A型    | 東京都   | 2019年10月01日 | 18       | UFC        |
| 宮本佳林 （みやもと かりん）   | Juice=Juice                         | 1998年12月1日（26歳）  | O型    | 千葉県   | 2020年12月11日 | 23       | JPR        |
| 佐藤優樹 （さとう まさき）     | モーニング娘。                      | 1999年5月7日（26歳）   | A型    | 北海道   | 2022年04月15日 | 21       | JPR        |
| 小関舞 （おぜき まい）         | カントリー・ガールズ                | 2002年2月10日（23歳）  | O型    | 東京都   | 2022年04月21日 | 28       | JPR        |
| 稲場愛香 （いなば まなか）     | カントリー・ガールズ Juice=Juice    | 1997年12月27日（27歳） | B型    | 北海道   | 2022年10月18日 | 26       | JPR        |
| 竹内朱莉 （たけうち あかり）   | アンジュルム                        | 1997年11月23日（27歳） | O型    | 埼玉県   | 2023年07月14日 | 17       | JPR        |
| 山岸理子 （やまぎし りこ）     | つばきファクトリー                  | 1998年11月24日（26歳） | B型    | 千葉県   | 2024年01月09日 | 29       | UFC        |
| 森戸知沙希 （もりと ちさき）   | カントリー・ガールズ モーニング娘。 | 2000年2月19日（25歳）  | A型    | 栃木県   | 2024年06月01日 | 27       | JPR        |
| 譜久村聖 （ふくむら みずき）   | モーニング娘。                      | 1996年10月30日（28歳） | O型    | 東京都   | 2024年09月17日 | 16       | JPR        |
| 植村あかり （うえむら あかり） | Juice=Juice                         | 1998年12月30日（26歳） | O型    | 大阪府   | 2024年11月11日 | 24       | JPR        |
| 石田亜佑美 （いしだ あゆみ）   | モーニング娘。                      | 1997年1月7日（28歳）   | O型    | 宮城県   | 2024年12月20日 | 20       | JPR        |
| 佐々木莉佳子 （ささき りかこ） | アンジュルム                        | 2001年5月28日（24歳）  | A型    | 宮城県   | 2024年12月20日 | 25       | JPR        |

### 所属事務所
- UFC・・・ アップフロントクリエイト
- JPR・・・ ジェイピィールーム
- JP/UFC・・・ ジャストプロ（アップフロントクリエイトと業務提携）
- YU-M/UFC・・・ YU-M エンターテインメント（アップフロントクリエイトと業務提携）

## 元メンバー
| 名前                           | (元)所属グループ            | 生年月日 （現年齢）    | 血液型 | 出身地   | 加入日         | 離脱日         | 備考                |
| ------------------------------ | --------------------------- | ---------------------- | ------ | -------- | -------------- | -------------- | ------------------- |
| 澤田由梨 （さわだ ゆり）       | 音楽ガッタス ハロプロエッグ | 1991年11月25日（33歳） | B型    | 千葉県   | 2009年04月01日 | 2009年08月30日 |                     |
| 里田まい （さとだ まい）       | 音楽ガッタス カントリー娘。 | 1984年3月29日（41歳）  | A型    | 北海道   | 2009年04月01日 | 2010年03月31日 | [ 注 4 ]            |
| 是永美記 （これなが みき）     | 音楽ガッタス                | 1985年11月4日（39歳）  | A型    | 東京都   | 2009年04月01日 | 2010年03月31日 |                     |
| 能登有沙 （のと ありさ）       | 音楽ガッタス                | 1988年12月26日（36歳） | AB型   | 千葉県   | 2009年04月01日 | 2010年03月31日 |                     |
| 仙石みなみ （せんごく みなみ） | 音楽ガッタス                | 1991年4月30日（34歳）  | O型    | 宮城県   | 2009年04月01日 | 2010年03月31日 | [ 注 5 ]            |
| 紺野あさ美 （こんの あさみ）   | 音楽ガッタス モーニング娘。 | 1987年5月7日（38歳）   | B型    | 北海道   | 2009年04月01日 | 2011年03月31日 | [ 注 6 ]            |
| 小川麻琴 （おがわ まこと）     | モーニング娘。              | 1987年10月29日（37歳） | O型    | 新潟県   | 2009年04月01日 | 2015年03月31日 | [ 注 7 ]            |
| 安倍なつみ （あべ なつみ）     | モーニング娘。              | 1981年8月10日（44歳）  | A型    | 北海道   | 2009年04月01日 | 2016年03月31日 | [ 注 8 ]            |
| 藤本美貴 （ふじもと みき）     | モーニング娘。              | 1985年2月26日（40歳）  | A型    | 北海道   | 2009年04月01日 | 2016年03月31日 | [ 注 9 ]            |
| 魚住有希 （うおずみ ゆき）     | LoVendoЯ                    | 1991年7月14日（34歳）  | A型    | 東京都   | 2013年06月01日 | 2016年09月16日 | [ 注 10 ] [ 注 11 ] |
| 久住小春 （くすみ こはる）     | モーニング娘。              | 1992年7月15日（33歳）  | A型    | 新潟県   | 2010年07月01日 | 2016年11月30日 | [ 注 12 ]           |
| 吉澤ひとみ （よしざわ ひとみ） | モーニング娘。 音楽ガッタス | 1985年4月12日（40歳）  | O型    | 埼玉県   | 2009年04月01日 | 2018年09月28日 | [ 注 13 ]           |
| 真野恵里菜 （まの えりな）     | ソロ                        | 1991年4月11日（34歳）  | B型    | 神奈川県 | 2013年03月01日 | 2019年03月31日 | [ 注 14 ]           |
| 岡田万里奈 （おかだ まりな）   | LoVendoЯ                    | 1993年7月24日（32歳）  | AB型   | 東京都   | 2013年06月01日 | 2019年03月31日 | [ 注 10 ] [ 注 15 ] |
| 宮澤茉凜 （みやざわ まりん）   | LoVendoЯ                    | 1993年4月10日（32歳）  | A型    | 宮城県   | 2013年06月01日 | 2019年07月31日 | [ 注 10 ] [ 注 16 ] |
| 岡井千聖 （おかい ちさと）     | ℃-ute                       | 1994年6月24日（31歳）  | A型    | 埼玉県   | 2017年07月10日 | 2020年04月30日 | [ 注 13 ]           |
| 新垣里沙 （にいがき りさ）     | モーニング娘。              | 1988年10月20日（36歳） | B型    | 神奈川県 | 2012年06月01日 | 2020年07月31日 | [ 注 7 ]            |
| 小林ひかる （こばやし ひかる） | PINK CRES.                  | 1994年4月19日（31歳）  | AB型   | 東京都   | 2016年05月01日 | 2021年06月30日 | [ 注 10 ] [ 注 17 ] |
| 二瓶有加 （にへい ゆうか）     | PINK CRES.                  | 1995年10月20日（29歳） | A型    | 東京都   | 2016年05月01日 | 2021年06月30日 | [ 注 10 ] [ 注 18 ] |
| 清水佐紀 （しみず さき）       | Berryz工房                  | 1991年11月22日（33歳） | O型    | 神奈川県 | 2017年08月24日 | 2021年11月23日 | [ 注 13 ]           |
| 小片リサ （おがた りさ）       | つばきファクトリー          | 1998年11月5日（26歳）  | A型    | 東京都   | 2021年06月01日 | 2024年09月30日 | [ 注 7 ]            |
| 工藤遥 （くどう はるか）       | モーニング娘。              | 1999年10月27日（25歳） | A型    | 埼玉県   | 2017年12月12日 | 2025年03月31日 | [ 注 19 ]           |
| 浅倉樹々 （あさくら きき）     | つばきファクトリー          | 2000年9月3日（24歳）   | AB型   | 千葉県   | 2023年06月12日 | 2025年03月31日 | [ 注 13 ]           |
| 道重さゆみ （みちしげ さゆみ） | モーニング娘。              | 1989年7月13日（36歳）  | A型    | 山口県   | 2016年12月26日 | 2025年08月14日 | [ 注 13 ]           |

## グループ・ユニット
- ドリームモーニング娘。（2011年 - 2012年）
- アフタヌーン娘δ（2010年）
- 音楽ガッタス（2007年 - 2010年）
- HANGRY&ANGRY（2008年 - 2012年）
- ABCHO（2012年 - 2018年）
- LoVendoЯ（2012年 - 2019年）
- PINK CRES.（2016年 - 2021年）
- たいやき たべたの なんで? → 高橋愛・田中れいな・夏焼雅（2021年 - 2022年）
- SIOOM (from M-line Music)（2024年）

## 作品

### 楽曲
- We are the M-line!!（作詞：山崎あおい、作曲：Josef Melin/Cecilia Kallin）[42]

### 映像作品
- M-line Special 2021〜Make a Wish!〜（DVD：2021年8月18日、UP-FRONT WORKS、UFBW-1657）[43]
  - 田中れいな・PINK CRES.・鈴木愛理・宮本佳林・石田亜佑美（モーニング娘。'21）・小田さくら（モーニング娘。'21）・植村あかり（Juice=Juice）・井上玲音（Juice=Juice）が出演。
- M-line Special 2021〜Make a Wish!〜 on 20th June（DVD：2021年11月3日、UP-FRONT WORKS、UFBW-1663）[44]
  - 高橋愛・道重さゆみ・田中れいな・PINK CRES.・宮本佳林・たいやき たべたの なんで?・小片リサ・譜久村聖（モーニング娘。'21）が出演。
- COVERS -One on One-（BD+CD：2022年11月16日、UP-FRONT WORKS、UFXW-1030/1031）[45]
  - M-line clubからは田中れいな・鈴木愛理・佐藤優樹・宮本佳林・小片リサが出演。

## 出演

### イベント
- M-line Club ライブイベント 2014.3月 at STB139 〜ひな祭りに感謝を込めて〜（2014年3月1日・2日、STB139 スイートベイジル、全4公演、FC会員限定）[46]
  - 中澤裕子・飯田圭織・保田圭・石川梨華・吉澤ひとみ・高橋愛・小川麻琴・LoVendoЯが参加[注 20]。

### コンサート
- M-line Special 2021〜Make a Wish!〜（2021年1月31日 - 12月25日、13都市79公演）[48]
  - 高橋愛（ゲスト）・道重さゆみ・田中れいな・PINK CRES.（解散後の7月より夏焼雅のみ）・鈴木愛理・工藤遥・宮本佳林・小片リサ・Bitter & Sweetが参加。
- M-line Special 2022 〜My Wish〜（2022年2月13日 - 12月24日、11都市42公演）[49]
  - 高橋愛（ゲスト）・田中れいな・夏焼雅・佐藤優樹（ゲスト）・宮本佳林・稲場愛香（ゲスト）・小関舞・小片リサ・Bitter & Sweetが参加。
- M-line Special 2023 〜Magical Wish〜（2023年2月26日 - 12月17日、23都市58公演）[50]
  - 夏焼雅・竹内朱莉・勝田里奈（ゲスト）・佐藤優樹・宮崎由加・宮本佳林・稲場愛香・小関舞・小片リサ・浅倉樹々・Bitter & Sweet（一部は長谷川萌美のみ）が参加。
- M-line Special 2024 〜Many well wishes〜（2024年2月4日 - 8月17日、16都市47公演）[51]
  - 夏焼雅（ゲスト）・竹内朱莉・佐藤優樹（ゲスト）・宮本佳林・稲場愛香・森戸知沙希（ゲスト）・小関舞・小片リサ・浅倉樹々・Bitter & Sweet（ゲスト）が参加。
- M-line Special 2024 Autumn 〜brand new〜（2024年9月7日 - 12月22日、8都市16公演）[52]
  - 竹内朱莉・佐藤優樹・稲場愛香・森戸知沙希（ゲスト）・小関舞が参加。
- M-line Special 2024 Autumn 〜brand new “more” 〜（2024年12月7日、めぐろパーシモンホール 大ホール、昼夜2公演）[53]
  - 竹内朱莉・佐藤優樹・稲場愛香・森戸知沙希（ゲスト）・小関舞・佐々木莉佳子（シークレットゲスト）が参加。
- M-line Special 2025 Spring 〜move it on〜（2025年3月2日 - 6月1日、11都市26公演）[54]
  - 譜久村聖（ゲスト）・佐藤優樹・宮本佳林・稲場愛香（ゲスト）・森戸知沙希（ゲスト）・小関舞が参加。
- M-line Special 2025 Autumn 〜Make Some Noise!〜（2025年9月14日 - 11月15日、13都市28公演）[55]
  - 譜久村聖・佐藤優樹・稲場愛香・森戸知沙希（ゲスト）・小関舞が参加。

### メディア
- M-line Music（2021年8月6日 - 、YouTube） - 毎週金曜日配信
  - 高橋愛・道重さゆみ・田中れいな・夏焼雅・鈴木愛理・竹内朱莉・佐藤優樹・宮崎由加・宮本佳林・稲場愛香・森戸知沙希・小関舞・小片リサ・浅倉樹々・Bitter & Sweetが出演。